# Алексеевский, Евгений Евгеньевич
Евгений Евгеньевич Алексеевский (7 (20) марта 1906 — 1 января 1979) — советский государственный и хозяйственный деятель. Член ЦК КПСС с 1971 года, кандидат в члены ЦК КПСС (1966—1971). Депутат Совета Национальностей Верховного Совета СССР 7—9 созывов (1966—1979) от Туркменской ССР. В Верховный Совет 9 созыва избран от Марыйского городского избирательного округа № 435 Туркменской ССР.

## Биография
В 1950 году заочно окончил Киевский сельскохозяйственный институт.
- 1921—1922 — продовольственный инспектор уездного продовольственного комитета.
- 1922—1924 — слушатель рабфака при Воронежском университете.
- 1924—1925 — заместитель секретаря Новохопёрского укома комсомола.
- 1925—1929 — член президиума Среднеазиатского бюро ЦК ВЛКСМ.
- 1929—1932 — заместитель секретаря, секретарь Курган-Тюбинского окружкома компартии Таджикистана.
- 1932—1934 — заместитель наркома земледелия, затем заместитель наркома водного хозяйства Таджикской ССР.
- 1934—1935 — начальник политотдела МТС, Московская область.
- 1935—1937 — начальник Калининского областного земельного управления.
- 1937 — заведующий сельскохозяйственным отделом Калининского обкома ВКП(б).
- 1937—1939 — арестован органами НКВД.
- 1939—1940 — заведующий сельскохозяйственным отделом Калининского обкома ВКП(б).
- 1940—1941 — народный комиссар земледелия Таджикской ССР.
- 1941—1946 — комиссар и начальник политотдела 17-й гв. (20-й горной) кавалерийской дивизии. Участник боёв на Западном, Брянском, 1-м Белорусском фронтах. С 1942 – полковник.
- 1946—1948 — начальник Измаильского областного земельного управления.
- 1948—1950 — заместитель министра сельского хозяйства УССР.
- 1950—1953 — министр хлопководства УССР.
- 1953—1958 — заместитель министра сельского хозяйства УССР.
- 1958—1960 — начальник Главного управления водного хозяйства при Совмине УССР.
- 1960—1963 — председатель Государственного комитета Совмина УССР по водному хозяйству.
- 1963—1965 — Председатель Государственного комитета по орошаемому земледелию и водному хозяйству при Госплане СССР — Министр СССР.
- С 1965 года — министр мелиорации и водного хозяйства СССР.

Умер 1 января 1979 года.

## Награды
- медаль «Серп и Молот» (19.03.1976);
- четырежды орден Ленина (26.02.1958, 19.03.1966, 1971, 19.03.1976);
- четырежды орден Красного Знамени (21.07.1942, 30.03.1943, 16.09.1943, 21.02.1945);
- орден Богдана Хмельницкого 2 степени (06.04.1945);
- орден «Знак Почёта»;
- Почётный гражданин города Мозырь.

Именем Е.Е. Алексеевского в 1979 году назван Саратовский оросительно-обводнительный канал.